# Schmidgaden
Schmidgaden je německá obec v zemském okrese Schwandorf ve vládním obvodu Horní Falc spolkové země Bavorsko. V roce 2010 zde žilo 2 892 obyvatel.

## Geografie
Nachází se asi 17 kilometrů severně od Schwandorfu, 89 kilometrů východně od Norimberku a 57 kilometrů severně od Řezna.

### Sousední obce
Schmidgaden sousedí s následujícími obcemi od severovýchodu: Wernberg-Köblitz, Nabburg, Stulln, Schwarzenfeld a Fensterbach v okresu Schwandorf, a Freudenberg a Schnaittenbach v zemském okrese Amberg-Sulzbach. 
| Růžice kompasu | Freudenberg | Schnaittenbach | Wernberg-Köblitz | Růžice kompasu |
| Růžice kompasu | Fensterbach | Sever          | Nabburg          | Růžice kompasu |
| Růžice kompasu | Fensterbach | Schmidgaden    | Nabburg          | Růžice kompasu |
| Růžice kompasu | Fensterbach | Jih            | Nabburg          | Růžice kompasu |
| Růžice kompasu | Fensterbach | Schwarzenfeld  | Stulln           | Růžice kompasu |

## Historie

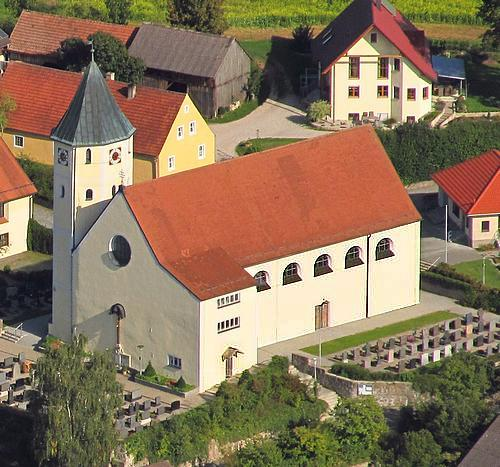
Kostel Schmidgaden

První písemná zmínka je z roku 1123. Schmidgaden patřil správně k obci Amberg a později pod město Nabburg v Bavorském kurfiřtství, Po administrativní reformě v Bavorsku v roce 1818 byla ustanovena současná obec. Kostel Schmidgaden byl postaven ve 14. století.

## Struktura města
Město má 18 místních částí:
| - Badhaus - Berghof - Gösselsdorf - Grimmerthal - Hartenricht - Hohersdorf | - Inzendorf - Kadermühle - Legendorf - Littenhof - Rödlmühle - Rottendorf | - Scharlmühle - Schmidgaden - Schwärzermühle - Trisching - Wolfsbach - Zißlmühle |

## Statistické údaje
- 1970: 2 265 obyvatel
- 1987: 2 421 obyvatel
- 2000: 2 782 obyvatel
- 2010: 2 892 obyvatel[1]

## Doprava
Schmidgaden leží vedle sjezdu Dálnice A6 (Norimberk–Praha). Dálnice A93 (Hof–Řezno) je vzdálená 8 kilometrů. Je zde také letiště Schmidgaden (ICAO kód EDPQ) pro vrtulníky, motorové kluzáky a větroně.